# Javier de la Rosa
Pour les articles homonymes, voir Rosa.
Francisco Javier de la Rosa Martí, né à Barcelone le 29 septembre 1947, est un avocat, chef d'entreprise et financier espagnol, connu lors du scandale du cas KIO, alors qu'il est administrateur en Espagne des investissements du groupe KIO (Kuwait Investments Office).

## Biographie
Etudiant en droit à l'Université de Barcelone, il est doctorant de l'IESE de Barcelone.
En 1971, il rejoint la Banque Pastor, avant d'intégrer le grand établissement bancaire Banesto.
Lors du scandale de la KIO, il est emprisonné en 1992 à la prison Model de Barcelone, avant d'être incarcéré à la prison d'Alcalá-Meco de Madrid, où il partage une cellule avec Mario Conde.